# 桑原耕司
桑原 耕司（くわばら こうじ、1941年 - ）は、日本の実業家。昭和63年9月株式会社希望社を設立。現在、代表取締役会長。
建築主の側に立ち、建築主と一体となって建築を行うサービス『JCM（日本型コンストラクション・マネジメント）』を提唱。2003〜2009年長野県 公共工事 入札等検討委員会委員。「建築基準法再改正を実現する会」発起人の一人。

## 経歴
- 昭和16年：山梨県生まれ
- 昭和35年3月：山梨県立甲府工業高等学校建築科卒業
- 昭和35年4月：清水建設（株）入社
- 昭和63年5月：清水建設（株）退社
- 昭和63年9月：（株）希望社設立　代表取締役社長就任
- 平成15年〜平成21年：長野県の公共工事 入札等検討委員会委員を就任
- 平成19年6月：代表取締役会長就任
- 平成20年：「建築基準法再改正を実現する会（旧称：建築基準法再改正を考える会）」発起人

## 著書
- 『建設業のコンストラクション・マネジメント』（1999年8月1日、日本能率協会マネジメントセンター）ISBN 9784820714323
- 『良い建築を安く」は実現できる!-建設コストを20%も削減するCM方式』（2001年10月12日、ダイヤモンド社）ISBN 9784478240915
- 『公共事業を、内側から変えてみた』（2004年12月13日、日経BP社）ISBN 9784822244286
- 『社員が進んで働くしくみ 「働かされない働き方」が強い会社をつくる』（2006年8月8日、PHP研究所）ISBN 9784569649610
- 『談合破り！ 役人支配と決別、命がけの攻防記』（2007年7月12日、WAVE出版）ISBN 9784872903072

## 出演テレビ番組
- 日経スペシャル カンブリア宮殿 「公共事業入札改革の行方」（2006年10月2日、テレビ東京）[1]。

## その他の活動
- 2003〜2009年：長野県の公共工事入札等検討委員会委員[2]
- 第45回衆議院議員総選挙に新党日本から比例代表東海ブロック1位で立候補するも[3]、落選。
- 高知工科大学社会システム工学科教授 草柳俊二、前佐賀市長・木下敏之行政経営研究所所長 木下敏之とともに「建築基準法再改正を実現する会」[4]の発起人の１人